# 極楽とんぼの週末極楽旅
『極楽とんぼの週末極楽旅』（ごくらくとんぼのしゅうまつごくらくたび）は、BS日テレで放送されていた旅番組である。

## 概要
極楽旅コーディネーターの山本圭壱が、加藤浩次とゲストを1泊2日の旅へ案内する。加藤が平日の帯番組で多忙だったこともあり、開始当初は主に首都圏内で週末に行ける小旅行を体験していたが、のちに旅先が各地に広がった。
過去3度の単発放送を経て、2021年1月からレギュラー放送を開始した。1回の収録は、前後編の2週と、さらにそれらを再編集した「特別編」の3週にわたって放送される。
2022年4月から2023年3月までが月曜 23:00 - 23:30で、2023年4月から2024年3月までが放送時間が月曜 22:30 - 23:00に変更される。

## 出演者
- 極楽とんぼ（山本圭壱、加藤浩次）

山本はツアーコンダクター兼ドライバーとして、収録前に行き先を訪問して情報を把握しており、ロケバスも自ら運転する。
- ゲスト数名（放送リストを参照）

## 放送リスト

### パイロット版
| 放送日         | 放送内容 | ゲスト                          | 備考                  |
| -------------- | -------- | ------------------------------- | --------------------- |
| 2020年10月24日 | 奥多摩編 | ロンドンブーツ1号2号 高橋みなみ | 2021年7月28日に再放送 |
| 2020年10月31日 | 奥多摩編 | ロンドンブーツ1号2号 高橋みなみ | 2021年8月4日に再放送  |
| 2020年11月7日  | 奥多摩編 | ロンドンブーツ1号2号 高橋みなみ | 2021年8月11日に再放送 |

### レギュラー版（第1期）
| 2021年（令和3年） | 2021年（令和3年） | 2021年（令和3年）                                   | 2021年（令和3年） | 2021年（令和3年）      |
| 回                | 放送日            | 放送内容                                            | ゲスト | 備考                   |
| ----------------- | ----------------- | --------------------------------------------------- | --- | ---------------------- |
| 1                 | 1月13日           | 山梨県河口湖・山中湖周辺の旅                        | よゐこ |                        |
| 2                 | 1月20日           | 山梨県河口湖・山中湖周辺の旅                        | よゐこ |                        |
| 3                 | 1月27日           | 山梨県河口湖・山中湖周辺の旅 特別編                 | よゐこ | 2021年2月24日に再放送  |
| 4                 |                   | 特別編 家族と行く週末極楽旅プラン対決!              | 大久保佳代子（オアシズ） 鷲見玲奈                                                                                      |                        |
| 5                 | 2月10日           | 特別編 友達と行く週末極楽旅プラン対決!              | 大久保佳代子（オアシズ） 鷲見玲奈                                                                                      |                        |
| 6                 | 2月17日           | 特別編 週末極楽旅プラン対決!完全版                  | 大久保佳代子（オアシズ） 鷲見玲奈                                                                                      | 2021年3月31日に再放送  |
| 7                 | 3月3日            | 特別編 ソロキャンプ                                 | ココリコ |                        |
| 8                 | 3月10日           | 特別編 ソロキャンプ                                 | ココリコ |                        |
| 9                 | 3月24日           | 特別編 ソロキャンプ 完全版                          | ココリコ | 2021年4月28日に再放送  |
| 10                | 4月7日            | 特別編 都内アクティブ旅SP                           | ロッチ |                        |
| 11                | 4月14日           | 特別編 下町グルメ食い倒れSP                         | 鈴木奈々 峯岸みなみ |                        |
| 12                | 4月21日           | 特別編 都内アクティブ旅&下町グルメ食い倒れSP 完全版 | ロッチ 鈴木奈々 峯岸みなみ                                                                                             | 2021年5月26日に再放送  |
| 13                | 5月5日            | 千葉・春爛漫!南房総の旅                             | ハリセンボン 水卜麻美（日本テレビアナウンサー）                                                                        |                        |
| 14                | 5月12日           | 千葉・春爛漫!南房総の旅                             | 箕輪はるか（ハリセンボン） 柴田英嗣（アンタッチャブル）                                                                |                        |
| 15                | 5月19日           | 千葉・春爛漫!南房総の旅 完全版                      | ハリセンボン 柴田英嗣（アンタッチャブル） 水卜麻美（日本テレビアナウンサー）                                           | 2021年6月23日に再放送  |
| 16                | 6月2日            | 特別編 ソロ海釣りの旅                               | 田村亮（ロンドンブーツ1号2号） 橋本マナミ                                                                              |                        |
| 17                | 6月9日            | 特別編 旧車マニアの聖地を巡る旅                     | 佐田正樹（バッドボーイズ） 中田有紀                                                                                    |                        |
| 18                | 6月16日           | 特別編 今話題のソロ海釣り!&旧車の聖地を巡る!完全版  | 田村亮（ロンドンブーツ1号2号） 橋本マナミ 佐田正樹（バッドボーイズ） 中田有紀                                          | 2021年7月21日に再放送  |
| 19                | 6月30日           | 特別編 ゴルフ                                       | 鈴木紗理奈 武井壮 | 2021年9月1日に再放送   |
| 20                | 7月7日            | 特別編 肉                                           | 雛形あきこ | 2021年9月29日に再放送  |
| 21                | 7月14日           | 特別編 ゴルフ&肉 完全版!                            | 鈴木紗理奈 武井壮 雛形あきこ                                                                                           |                        |
| 22                | 8月18日           | 特別編 ボウリング                                   | マギー審司 稲村亜美 酒井美佳                                                                                           | 2021年10月27日に再放送 |
| 23                | 8月25日           | 特別編 DIY                                          | 森泉 ユージ | 2021年11月24日に再放送 |
| 24                | 9月8日            | 趣味旅 サバゲー                                     | 吉村崇（平成ノブシコブシ） 井上咲楽                                                                                    |                        |
| 25                | 9月15日           | 趣味旅 渓流釣り                                     | 鈴木拓（ドランクドラゴン） 神田愛花                                                                                    |                        |
| 26                | 9月22日           | 特別編 ボウリング&DIY                               | マギー審司 稲村亜美 酒井美佳 森泉 ユージ                                                                               |                        |
| 27                | 10月6日           | 趣味旅 乗馬                                         | 鈴木紗理奈 | 2022年2月9日に再放送   |
| 28                | 10月13日          | 噂の真相!全部聞きますSP                             | 吉村崇（平成ノブシコブシ） 井上咲楽 鈴木拓（ドランクドラゴン） 神田愛花                                                |                        |
| 29                | 10月20日          | 社会科見学 飛行機                                   | カンニング竹山 稲村亜美                                                                                                |                        |
| 30                | 11月3日           | 趣味旅 キャンプ                                     | つるの剛士 磯山さやか                                                                                                  |                        |
| 31                | 11月10日          | 趣味旅 海釣り                                       | 杉浦太陽 秋丸美帆 |                        |
| 32                | 11月17日          | 趣味極SP                                            | 田村亮（ロンドンブーツ1号2号） 橋本マナミ 佐田正樹（バッドボーイズ） 中田有紀 鈴木紗理奈 武井壮 雛形あきこ 森泉 ユージ |                        |
| 33                | 12月1日           | 静岡・伊東の旅                                      | 足立梨花 |                        |
| 34                | 12月8日           | 静岡・伊東の旅                                      | 足立梨花 小倉優子 |                        |
| 35                | 12月15日          | 静岡・伊東の旅                                      | 小倉優子 |                        |
| 36                | 12月22日          | 旅の開放感で色々ぶっちゃけちゃいましたSP            | つるの剛士 磯山さやか 杉浦太陽 秋丸美帆                                                                                |                        |

| 2022年（令和4年） | 2022年（令和4年） | 2022年（令和4年）                          | 2022年（令和4年）   | 2022年（令和4年） |
| 回                | 放送日            | 放送内容                                   | ゲスト              | 備考              |
| ----------------- | ----------------- | ------------------------------------------ | ------------------- | ----------------- |
| 37                | 1月12日           | 栃木・日光の旅                             | 中村静香            |                   |
| 38                | 1月19日           | 栃木・日光の旅                             | 中村静香 新山千春   |                   |
| 39                | 2月2日            | 栃木・日光の旅                             | 新山千春            |                   |
| 40                | 2月16日           | 静岡・熱海の旅                             | 加藤紀子            |                   |
| 41                | 2月23日           | 静岡・熱海の旅                             | 加藤紀子            |                   |
| 42                | 3月2日            | 静岡・熱海の旅                             | 岡田結実            |                   |
| 43                | 3月16日           | アラフィフおじさんの今日から始める趣味探し | 土田晃之            |                   |
| 44                | 3月23日           | アラフィフおじさんの今日から始める趣味探し | 土田晃之 眞鍋かをり |                   |
| 45                | 3月30日           | 都内で世界グルメ旅                         | 眞鍋かをり          |                   |

### レギュラー版（第2期）
| 2022年（令和4年） | 2022年（令和4年） | 2022年（令和4年）   | 2022年（令和4年）                         | 2022年（令和4年）      |
| 回                | 放送日            | 放送内容            | ゲスト                                    | 備考                   |
| ----------------- | ----------------- | ------------------- | ----------------------------------------- | ---------------------- |
| 1                 | 4月4日            | 昭和旅 茨城編       | ドランクドラゴン                          |                        |
| 2                 | 4月11日           | 昭和旅 茨城編       | ドランクドラゴン                          |                        |
| 3                 | 4月18日           | 昭和旅 茨城編       | ドランクドラゴン                          |                        |
| 4                 | 4月25日           | 昭和旅 茨城編       | ドランクドラゴン                          |                        |
| 5                 | 5月2日            | 昭和旅 群馬・草津編 | カンニング竹山 越智ゆらの                 |                        |
| 6                 | 5月9日            | 昭和旅 群馬・草津編 | カンニング竹山 越智ゆらの                 |                        |
| 7                 | 5月16日           | 昭和旅 群馬・草津編 | カンニング竹山 越智ゆらの                 |                        |
| 8                 | 5月23日           | 昭和旅 群馬・草津編 | カンニング竹山 越智ゆらの                 |                        |
| 9                 | 5月30日           | 昭和旅 静岡・浜松編 | ザ・マミィ                                |                        |
| 10                | 6月6日            | 昭和旅 静岡・浜松編 | ザ・マミィ                                |                        |
| 11                | 6月13日           | 昭和旅 静岡・浜松編 | ザ・マミィ                                |                        |
| 12                | 6月20日           | 昭和旅 静岡・浜松編 | ザ・マミィ                                |                        |
| 13                | 7月4日            | 昭和旅 岩手編       | ケンドーコバヤシ 若井おさむ               | 2023年5月29日に再放送  |
| 14                | 7月11日           | 昭和旅 岩手編       | ケンドーコバヤシ 若井おさむ               | 2023年6月5日に再放送   |
| 15                | 7月18日           | 昭和旅 岩手編       | ケンドーコバヤシ 若井おさむ               | 2023年6月12日に再放送  |
| 16                | 7月25日           | 昭和旅 岩手編       | ケンドーコバヤシ 若井おさむ               | 2023年6月19日に再放送  |
| 17                | 8月1日            | 昭和旅 奄美大島編   | おぎやはぎ                                | 2023年7月31日に再放送  |
| 18                | 8月8日            | 昭和旅 奄美大島編   | おぎやはぎ                                | 2023年8月7日に再放送   |
| 19                | 8月15日           | 昭和旅 奄美大島編   | おぎやはぎ                                | 2023年8月14日に再放送  |
| 20                | 8月22日           | 昭和旅 奄美大島編   | おぎやはぎ                                | 2023年8月21日に再放送  |
| 21                | 8月29日           | 昭和旅 岡山編       | トム・ブラウン                            |                        |
| 22                | 9月5日            | 昭和旅 岡山編       | トム・ブラウン                            |                        |
| 23                | 9月12日           | 昭和旅 岡山編       | 東京ホテイソン                            |                        |
| 24                | 9月19日           | 昭和旅 岡山編       | 東京ホテイソン                            |                        |
| 25                | 10月3日           | 昭和旅 山形編       | マッコイ斎藤 大久保佳代子（オアシズ）     | 2023年11月27日に再放送 |
| 26                | 10月10日          | 昭和旅 山形編       | マッコイ斎藤 大久保佳代子（オアシズ）     | 2023年12月4日に再放送  |
| 27                | 10月17日          | 昭和旅 山形編       | マッコイ斎藤 大久保佳代子（オアシズ）     | 2023年12月11日に再放送 |
| 28                | 10月24日          | 昭和旅 山形編       | マッコイ斎藤 大久保佳代子（オアシズ）     | 2023年12月18日に再放送 |
| 29                | 10月31日          | 昭和旅 大分編       | コロコロチキチキペッパーズ                |                        |
| 30                | 11月7日           | 昭和旅 大分編       | コロコロチキチキペッパーズ                |                        |
| 31                | 11月14日          | 昭和旅 大分編       | コロコロチキチキペッパーズ                |                        |
| 32                | 11月21日          | 昭和旅 大分編       | コロコロチキチキペッパーズ                |                        |
| 33                | 11月28日          | 昭和旅 栃木編       | 大島美幸（森三中） 川村エミコ（たんぽぽ） |                        |
| 34                | 12月5日           | 昭和旅 栃木編       | 大島美幸（森三中） 川村エミコ（たんぽぽ） |                        |
| 35                | 12月12日          | 昭和旅 栃木編       | 大島美幸（森三中） 川村エミコ（たんぽぽ） |                        |
| 36                | 12月19日          | 昭和旅 栃木編       | 大島美幸（森三中） 川村エミコ（たんぽぽ） |                        |

| 2023年（令和5年） | 2023年（令和5年） | 2023年（令和5年）           | 2023年（令和5年）                       | 2023年（令和5年）     |
| 回                | 放送日            | 放送内容                    | ゲスト                                  | 備考                  |
| ----------------- | ----------------- | --------------------------- | --------------------------------------- | --------------------- |
| 37                | 1月9日            | 昭和旅 宮城編               | 狩野英孝 大倉士門                       | 2024年2月5日に再放送  |
| 38                | 1月16日           | 昭和旅 宮城編               | 狩野英孝 大倉士門                       | 2024年2月12日に再放送 |
| 39                | 1月23日           | 昭和旅 宮城編               | 狩野英孝 大倉士門                       | 2024年2月19日に再放送 |
| 40                | 1月30日           | 昭和旅 宮城編               | 狩野英孝 大倉士門                       | 2024年2月26日に再放送 |
| 41                | 2月6日            | 昭和旅 富山編               | 西野未姫                                |                       |
| 42                | 2月13日           | 昭和旅 富山編               | 西野未姫 鈴木紗理奈                     |                       |
| 43                | 2月20日           | 昭和旅 富山編               | 西野未姫 鈴木紗理奈                     |                       |
| 44                | 2月27日           | 昭和旅 富山〜岐阜・白川郷編 | 西野未姫 鈴木紗理奈                     |                       |
| 45                | 3月6日            | 昭和旅 長野編               | 鬼越トマホーク                          |                       |
| 46                | 3月13日           | 昭和旅 長野編               | 鬼越トマホーク                          |                       |
| 47                | 3月20日           | 昭和旅 長野編               | 鬼越トマホーク                          |                       |
| 48                | 3月27日           | 昭和旅 長野編               | 鬼越トマホーク                          |                       |
| 49                | 4月3日            | 昭和旅 茨城編               | カミナリ 中田浩二                       |                       |
| 50                | 4月10日           | 昭和旅 茨城編               | カミナリ                                |                       |
| 51                | 4月17日           | 昭和旅 茨城編               | カミナリ                                |                       |
| 52                | 4月24日           | 昭和旅 茨城編               | カミナリ                                |                       |
| 53                | 5月1日            | 昭和旅 山形編               | マッコイ斎藤 鈴木拓（ドランクドラゴン） |                       |
| 54                | 5月8日            | 昭和旅 山形編               | マッコイ斎藤 鈴木拓（ドランクドラゴン） |                       |
| 55                | 5月15日           | 昭和旅 山形編               | マッコイ斎藤 鈴木拓（ドランクドラゴン） |                       |
| 56                | 5月22日           | 昭和旅 山形編               | マッコイ斎藤 鈴木拓（ドランクドラゴン） |                       |
| 57                | 7月3日            | 昭和旅 京都編               | チュートリアル                          |                       |
| 58                | 7月10日           | 昭和旅 京都編               | チュートリアル                          |                       |
| 59                | 7月17日           | 昭和旅 京都編               | チュートリアル                          |                       |
| 60                | 7月24日           | 昭和旅 京都編               | チュートリアル                          |                       |
| 61                | 9月4日            | 昭和旅 秩父編               | ぺこぱ                                  |                       |
| 62                | 9月11日           | 昭和旅 秩父編               | ぺこぱ                                  |                       |
| 63                | 9月18日           | 昭和旅 秩父編               | ぺこぱ                                  |                       |
| 64                | 9月25日           | 昭和旅 秩父編               | ぺこぱ                                  |                       |
| 65                | 10月2日           | 昭和旅 群馬編               | 金田哲（はんにゃ.） 小宮浩信（三四郎）  |                       |
| 66                | 10月9日           | 昭和旅 群馬編               | 金田哲（はんにゃ.） 小宮浩信（三四郎）  |                       |
| 67                | 10月16日          | 昭和旅 群馬編               | 金田哲（はんにゃ.） 小宮浩信（三四郎）  |                       |
| 68                | 10月23日          | 昭和旅 群馬編               | 金田哲（はんにゃ.） 小宮浩信（三四郎）  |                       |
| 69                | 10月30日          | 昭和旅 岡山編               | ウエストランド                          |                       |
| 70                | 11月6日           | 昭和旅 岡山編               | ウエストランド                          |                       |
| 71                | 11月13日          | 昭和旅 岡山編               | ウエストランド                          |                       |
| 72                | 11月20日          | 昭和旅 岡山編               | ウエストランド                          |                       |

| 2024年（令和6年） | 2024年（令和6年） | 2024年（令和6年）             | 2024年（令和6年）    | 2024年（令和6年） |
| 回                | 放送日            | 放送内容                      | ゲスト               | 備考              |
| ----------------- | ----------------- | ----------------------------- | -------------------- | ----------------- |
| 73                | 1月8日            | 昭和旅 カナダ・バンクーバー編 | 光浦靖子（オアシズ） |                   |
| 74                | 1月15日           | 昭和旅 カナダ・バンクーバー編 | 光浦靖子（オアシズ） |                   |
| 75                | 1月22日           | 昭和旅 カナダ・バンクーバー編 | 光浦靖子（オアシズ） |                   |
| 76                | 1月29日           | 昭和旅 カナダ・バンクーバー編 | 光浦靖子（オアシズ） |                   |
| 77                | 3月4日            | 昭和旅 小田原・箱根編         | 寺島進               |                   |
| 78                | 3月11日           | 昭和旅 小田原・箱根編         | 寺島進               |                   |
| 79                | 3月18日           | 昭和旅 小田原・箱根編         | 寺島進               |                   |
| 80                | 3月25日           | 昭和旅 小田原・箱根編         | 寺島進               |                   |

## スタッフ
- ナレーター：ホラン千秋
- 構成：石原健次、戸田倫彰
- カメラ：小林孝至
- 音声：村本達弥
- 編集：長野紘也（ヌーベルアージュ）
- MA：姥谷充浩（ヌーベルアージュ）
- 音効：松長芳樹（factory）
- CG：movs.
- 技術協力：スウィッシュ・ジャパン
- 車輌協力：フレックス
- 制作：松岡至（BS日テレ）
- 制作デスク：成田仁美
- 制作進行：一場輝、足羽梨奈、長瀬真由夏
- ディレクター：塩澤駿介、宮本一繁、大馬渡伸、田中弥生
- 演出：中嶋亮介、堤俊博
- プロデューサー：山田厚（BS日テレ）、杉原亮一、碓氷容子、佐々木俊勝、堀田光里
- 制作協力：アール、BERMUDA
- 製作著作：BS日本